# Sant Esteve de Morellàs

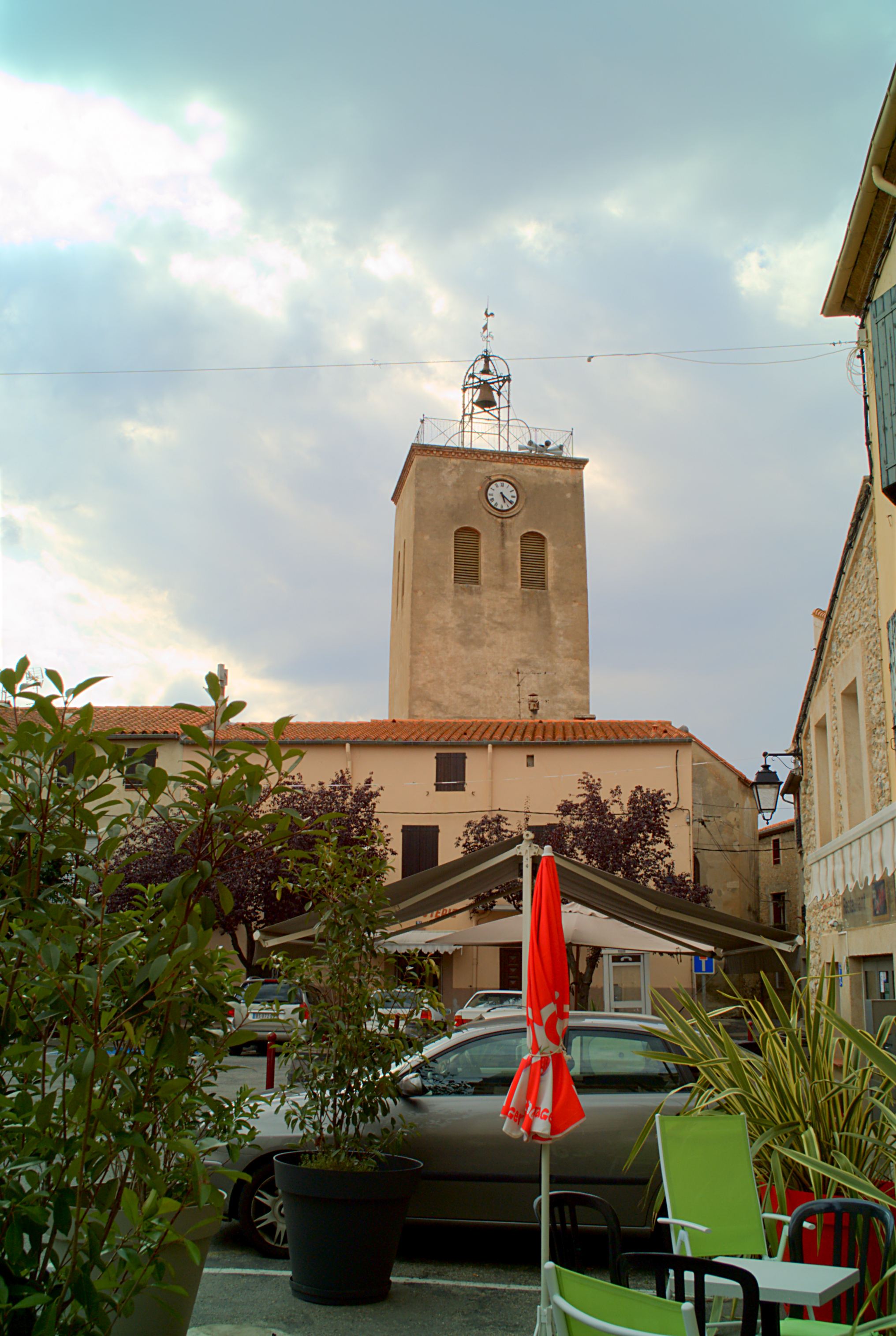
L'església, al cim del poble

Sant Esteve de Morellàs és l'església parroquial del poble de Morellàs, del terme comunal de Morellàs i les Illes, a la comarca del Vallespir (Catalunya del Nord).
Està situada en el punt més alt del poble de Morellàs, a la zona nord del terme al qual pertany. Al seu voltant es constituí la cellera de la qual sorgí el poble i que, emmurallada com era, es convertí en del castell dels senyors del lloc.

## Història
L'església és documentada des del 1147, en què es fa esment, com a límit d'una venda, de la sagrera de Sant Esteve de Morellàs. Un any més tard se'n torna a fer esment, aquest cop en el testament de Gausfred de les Illes, que llega a la seva muller una possessió que té en terres d'aquesta església. El capellano de Maurelianis torna a sortir documentat el 1279 i el 1280, quan s'estableix l'impost que havia de tributar.

## L'església
El temple actual és un edifici d'una sola nau, capçada amb un absis poligonal i capelles laterals. Té un porxo a ponent, davant de la porta de l'església. Totes les cobertes de l'església són de volta de llunetes. Al costat de migdia de la capçalera de l'església es dreça un massís campanar de torre. Una pedra de l'absis té inscrita la data de 1666, que deu correspondre al moment en què es va refer l'església, substituint la primitiva, romànica, de la qual es desconeix si en queden restes, atès que tot el conjunt és totalment arrebossat. Tanmateix, l'orientació de l'església correspon al de les esglésies romàniques.